# Eugeniusz Błaszak
Eugeniusz Błaszak (ur. 25 maja 1954 w Gnieźnie) – polski żużlowiec.

## Kariera sportowa
Długoletni lider i kapitan Startu Gniezno. Brązowy medalista drużynowych mistrzostw Polski (1980). Brązowy medalista młodzieżowych indywidualnych mistrzostw Polski (Zielona Góra 1975). Brązowy medalista mistrzostw Polski par klubowych (Zielona Góra 1980). Czterokrotny finalista indywidualnych mistrzostw Polski (Gorzów Wielkopolski 1979 – V miejsce, Leszno 1980 – XI miejsce, Gdańsk 1983 – XIV miejsce, Zielona Góra 1986 – V miejsce). Zdobywca III miejsce w turnieju o "Srebrny Kask" (1975). Zdobywca II miejsca w turnieju o "Złoty Kask" (1980). Zdobywca II miejsca w Kryterium Asów Polskich Lig Żużlowych im. Mieczysława Połukarda (Bydgoszcz 1987).
Jego karierę przerwała kontuzja kręgosłupa odniesiona w czasie meczu ligowego Unia Tarnów–Stal Rzeszów 18 września 1988 roku. Od tego czasu porusza się na wózku inwalidzkim.

### Inne ważniejsze turnieje
| Osiągnięcia: | Osiągnięcia: | 7. miejsce (1980) | 7. miejsce (1980) | 7. miejsce (1980) | 7. miejsce (1980) |
| Sezon        | Miasto       | Msc               | Pkt               | Biegi             | Kluby             |
| 1975         | Leszno       | 16                | 0                 | (ns,-,-,-,-)      | Gniezno           |
| 1980         | Leszno       | 7                 | 10                | (1,1,2,1,d)       | Gniezno           |
| 1983         | Leszno       | 10                | 5                 | (d,2,w,3)         | Gniezno           |